# Citokrom P-450
Cytokrom P450 je skupina enzima (CYP) monooksigenaze koja sudjeluje u metabolizmu endogenih i egzogenih spojeva. Sudjeluje u metabolizmu mnogih lijekova i toksina, nekih antidepresiva i lijekova. Utječu na proliferaciju, diferencijaciju, homeostazu i smrt stanice kao i na neurohumoralne funkcije u organizmu. Pojačana aktivacija CYP izoformi dovodi do produkcije reaktivnih vrsta kisika (RKV), što može modulirati oksidacijsko/antioksidacijski status koji ovisno o spolu i starosti može utjecati na pojavnost spontanih tumora.